# 7472 Kumakiri
7472 Kumakiri este o planetă minoră (asteroid), cu un diametru de 10,008 km, din centura de asteroizi. A fost descoperită pe 13 februarie 1992 la Susono de Makio Akiyama⁠(d). 
Obiectul prezintă o orbită caracterizată de o semiaxă mare de 3,0113581 UAi, o excentricitate de 0,103978, o înclinație de 9,92369 ° în raport cu ecliptica.